# اناران (مهرستان)
اناران یا هناران، روستایی در دهستان بیرک شرقی بخش بیرک شهرستان مهرستان استان سیستان و بلوچستان ایران است.

## جمعیت
بر پایه سرشماری عمومی نفوس و مسکن در سال ۱۳۹۵، جمعیت این روستا برابر با ۷۲ نفر (۱۶ خانوار) بوده‌است.